# Саут Огден (Јута)
Саут Огден (енгл. South Ogden) град је у америчкој савезној држави Јута.

## Демографија
По попису из 2010. године број становника је 16.532, што је 2.155 (15,0%) становника више него 2000. године.
| Група             | 2000.          | 2010.          |
| Белци             | 12.699 (88,3%) | 13.463 (81,4%) |
| Афроамериканци    | 106 (0,7%)     | 237 (1,4%)     |
| Азијати           | 209 (1,5%)     | 222 (1,3%)     |
| Хиспаноамериканци | 1.056 (7,3%)   | 2.122 (12,8%)  |
| Укупно            | 14.377         | 16.532         |